# Bezpieczeństwo ekologiczne
Bezpieczeństwo ekologiczne – stan ekosystemu, w którym ryzyko zakłóceń jego składowych jest niewielkie (zerowe albo nieosiągalne).
Bardziej pełna definicja brzmi następująco: Bezpieczeństwo ekologiczne to trwały i ciągły proces zmierzający do osiągnięcia pożądanego stanu ekologicznego, zabezpieczający spokojną i zdrową egzystencję wszystkich elementów ekosystemu, przy użyciu różnych środków zgodnych z zasadami współżycia wewnętrznego państwa i społeczności międzynarodowej.
Jest to względnie nowy wymiar bezpieczeństwa zarówno wewnętrznego jak i międzynarodowego. Teraz już nie jest to osobna sprawa każdego państwa, lecz wspólny interes społeczności międzynarodowej, który potrzebuje wspólnego wysiłku. Czasami naukowcy nagłaśniają, iż bezpieczeństwo ekologiczne jest wieczną wartością gatunku ludzkiego, bez zapewnienia którego człowiek nie przetrwa.
W „Strategii obronności RP” ochronę środowiska naturalnego uznano za podstawową wartość i cel.

## Główne nurty
Pierwszy nurt, który nazywa się negatywny odwołuje się do źródeł zagrożeń i sposobu ich unikania. Przedstawiciele tego poglądu widzą zagrożenia przede wszystkim w środowisku naturalnym i stąd definicja bezpieczeństwa ekologicznego według nich brzmi następująco: Bezpieczeństwo ekologiczne to likwidacja lub zmniejszenie do minimum zagrożeń zdrowia i życia człowieka, których źródłem jest środowisko naturalne. Takie spojrzenie powoduje, że przeciwdziałanie zagrożeniom zaczyna się dopiero po ujawnieniu się skutków.
Drugi nurt nazywa się kreacyjny. Pojawił on się po wielkich katastrofach przemysłowych minionego wieku, szczególnie w Seveso (1976 r.), Bhopalu (1984 r.) i Czarnobylu (1986 r.). Wtedy pojawiła się potrzeba innego patrzenia na problem zapewnienia bezpieczeństwa ekologicznego. Przedstawiciele tego nurtu uważają, że my sami musimy stworzyć sobie bezpieczne warunki dla przetrwania, a wszystkie zagrożenia są rezultatem naszej działalności. A zatem stworzyli następującą definicję: Bezpieczeństwo ekologiczne jest procesem podejmowania działań przez społeczność międzynarodową i wewnątrz kraju mających na celu kształtowanie pożądanego stanu środowiska przyrodniczego w celu zachowania warunków w których zagrożenia nie mogą się pojawić.